# Anationalisme
Anationalisme (Esperanto: sennaciismo) is een term die afkomstig is van de gemeenschap van Esperantosprekers. Het duidt een reeks van kosmopolitische politieke concepten die sommige of alle volgende tendensen en ideeën combineren:
- radicaal antinationalisme,
- universalisme,
- wereldburgerschap,
- aanvaarding van de historische tendens richting linguïstische homogenisering op wereldschaal, en in sommige gevallen zelfs een streven tot het versnellen van die tendens,
- de noodzaak van politieke educatie en organisatie van de wereldproletariaat in overeenstemming met deze ideeën, en
- het nut van het Esperanto als een instrument van dergelijke politieke educatie.

Hoewel het bedacht is binnen de Wereldwijde Natieloze Vereniging (SAT, Sennacieca Asocio Tutmonda) en gepromoot werd door de oprichter Eugène Lanti, anationalisme wordt niet aangehangen door die organisatie als de officiële ideologie.